# وليد إسماعيل (داعية)
أبو عائشة وليد إسماعيل محمد إسماعيل (1975-)، داعية إسلامي مصري سلفي، ومحاور تلفزيوني وعضو ائتلاف التيار الإسلامي للدفاع عن الصحابة وآل البيت.

## نشأته
ولد ونشأ وليد إسماعيل والذي يكنى بأبي عائشة في محافظة الإسكندرية من عام (1975م)، في منطقة الهانوفيل، بالعجمي، ترعرع فيها ودرس في مدارسها حتى تخرج من معهد إعداد الدعاة، وبدأ مشواره الدعوي بعد تخرجه من المعهد وأصبح شخصية تلفزيونية ومقدم برامج حوارية، واشتهر بأسلوبه الحواري ونقاشاته المتخصصة في نشر الروايات الخاصة عن الصحابة وآل البيت في كتب أهل السنة والجماعة وأصبح فيما بعد المتحدث باسم ائتلاف التيار الإسلامي للدفاع عن الصحابة وآل البيت، واستضيف في العديد من البرامج في القنوات التلفزيونية العربية.

## آراؤه

### الفرق بين السنة والشيعة
يعتبر وليد إسماعيل أن هناك اختلاف وفرق كبير وجوهري بين السنة والشيعة؛ حيث يقول ويرى بأن الشيعة يختلفون عن السنة بأنهم يدَّعون أن أبا بكر وعمر اغتصبوا الخلافة من علي بن أبي طالب وهذا القول غير صحيح، وأن الشيعة يقولون بتحريف القرآن الكريم بعكس أهل السنة، وأن صلاة الشيعة تختلف عن صلاة أهل السنة، والزكاة كذلك، والصيام، وأن الأذان في الصلاة أيضًا يختلف، وأنهم يتمسّحون بقبور وأضرحة الأئمة وهذا مما يعدُّه من الشرك، وأن الشيعة وقت الإمساك عندهم يكون قبل أذان الفجر وهو ما يختلف عند أهل السنة، وأنهم يغيرون مواعيد المناسبات الإسلامية لكي يؤكدون أن السنة على خطأ فمثلًا لو أن العالم الإسلامي اكّد أن غدًا رمضان فهم يقولون أن رمضان بعد ثلاثة أيام حتى لا يبدؤوا الصيام مع السنة، وأن الشيعة يعتبرون أهل السنة أنهم يكرهون علي بن أبي طالب وأسرة النبي محمد، وأن الشيعة يسبون الصحابة بعكس اهل السنة.

### المد الشيعي
يقول وليد إسماعيل أن إيران تريد نشر التشيع في الدول العربية وأن لديها مخططات ومشاريع لاختراق كل دولة عربية على حِدَة مما ينبغي الحذر منه وإعداد خطط ومشاريع لصد نفوذها المتزايد في الدول العربية حسب تعبيره، ووصفها بأنها مجوسية كافرة وأن خطرها أكبر من إسرائيل حسب تعبيره، بل ورأى جواز التحالف مع إسرائيل لمواجهة إيران والشيعة.

### غزة
انتقد وليد إسماعيل موقف المقاومة الفلسطينية المائل للشيعة لمواجهة إسرائيل حيث قال إن هذا ليس الوقت المناسب، وقد عبّر عن فرحه بمقتل قيادات الشيعة بعد قصف إسرائيل للبنان أثناء فتح حزب الله جبهة إسناد لغزة بعد عملية طوفان الأقصى في 2023 م، ثم عبّر عن القيادة الجديدة: "الشيعة لم ولن يكونوا جادين في نصرة غزة وإن نعيم قاسم والشيعة باعوا غزة منذ زمن بعيد"، و"إذا كان موتانا [في غزة] في الجنة، وموتاهم [في إسرائيل] في النار، فلماذا نريد إيقاف هذه الحرب؟ دعوا إسرائيل تكمل عملها لترسلهم جميعًا للجنة"، كما عبّر عن فرحه بقصف إسرائيل لإيران خلال الحرب الإسرائيلية الإيرانية في حزيران 2025 م فقال: "أخيرًا أصبح الإيرانيون اليوم جثثًا محروقة" و"عليهم من الله ما يستحقون"، و"هذه مسرحية كبرى أدارتها إيران منذ 2023 تهدف لخداع أهل السنة".

## روابط خارجية
- قناة وليد اسماعيل على اليوتيوب
- حساب وليد اسماعيل تيك توك